# Polyphia
Polyphia ist eine US-amerikanische Rock-Band aus Plano, Texas.

## Geschichte
Im Jahre 2010 gründeten die Gitarristen Tim Henson und Scott LePage mit dem Bassisten Clay Gober, dem Schlagzeuger Brandon Burkhalter und dem Sänger Lane Duskin die Band Polyphia. Noch im Gründungsjahr veröffentlichte die Gruppe ihre Debüt-EP Resurrect. Ein Jahr später verließ Sänger Lane Duskin die Band und Polyphia machten instrumental weiter. Nach einer weiteren EP namens Inspire veröffentlichte die Band im Jahre 2014 ihr Debütalbum Muse, welches durch Crowdfunding finanziert wurde. Kurz nach der Veröffentlichung verließ Schlagzeuger Brandon Burkhalter die Band und wurde durch Randy Methe ersetzt. Polyphia wurden von Equal Vision Records unter Vertrag genommen und veröffentlichten im Jahre 2015 das Debütalbum neu. Im Herbst 2015 ging die Band zunächst mit Invent, Animate und dem Headliner Erra auf US-Tour. Ende des Jahres folgte eine weitere Tour mit Every Time I Die, Stick to Your Guns, Wage War und den Headliner August Burns Red.
Anschließend kehrte Brandon Burkhalter in die Band zurück, die mit dem Co-Produzenten Nick Sampson ihr zweites Album Renaissance aufnahm, welches im März 2016 erschien. Burkhalter verließ die Band nach der Veröffentlichung permanent und wurde durch Clay Aeschliman ersetzt. Im Herbst 2016 spielten Polyphia mit Saves the Day und den Headlinern Coheed and Cambria eine US-Tour. Aeschliman debütierte 2017 auf der von Dan Lancaster produzierten EP The Most Hated. Es folgte eine US-Tournee mit dem Headlinern Between the Buried and Me und eine Europatournee mit Intervals. Ein Jahr später folgte das dritte Studioalbum New Levels New Devils, welches von den HipHop-Produzenten Judge und Y2K produziert wurde. Tim Henson und Scott LePage traten im Jahre 2019 als Gastmusiker auf dem Babymetal-Album Metal Galaxy auf. Polyphia gingen im Herbst 2021 zunächst zusammen mit Veil of Maya und dem Headliner Dance Gavin Dance auf US-Tournee. Danach spielte die Band eine weitere US-Tournee mit den Headlinern Animals as Leaders und Loathe.
Am 28. Oktober 2022 veröffentlichte die Band ihr viertes Studioalbum Remember That You Will Die, auf dem verschiedene Gastmusiker wie Chino Moreno von den Deftones oder der Gitarrist Steve Vai zu hören sind. Das Album stieg auf Platz 33 der US-amerikanischen Albumcharts ein. Das Onlinemagazin Loudwire führte Remember That You Will Die auf ihrer Liste der 50 besten Rock- und Metal-Alben des Jahres 2022 und kürte Playing God zum Lied des Jahres 2022.

## Stil
Fred Thomas vom Onlinemagazin AllMusic bezeichnete Polyphia als „Progressive-Rock-Einzelgänger, die einen Stil spielen, der zwischen schneller Metal-Gott-Virtuosität und purem Pop fällt“. Im Verlaufe der Zeit hätte die Band Einflüsse aus Rhythm and Blues, Jazz, elektronischer Musik und Hip-Hop in ihre Musik eingebaut. Jonathan Schütz vom deutschen Magazin Visions schrieb über das Album Remember That You Will Die, dass Polyphia die „instrumentale Gitarrenmusik mal eben revolutionieren“. Die Band hätte sich vom klassischen Progressive Metal/Rock her näher zum Trap und Hip-Hop gerückt und verwendeten dabei Instrumente wie Gitarre, Bass und Schlagzeug.
Laut dem Gitarristen Scott LePage habe es für Polyphia immer gut funktioniert, eine instrumentale Band zu sein. Die Musiker arbeiten zwar gerne mit Sängern zusammen, jedoch wäre es ihnen wichtig die Freiheit zu haben, auswählen zu können. Auf dem Album The Most Hated arbeiteten Polyphia viel mit Samples und Synthesizern. Ab dem folgenden Album New Levels New Devils versuchte die Band, die gleichen Effekte mit Bass und Schlagzeug zu instrumentieren.

„Wir hören nicht mehr viel Gitarrenmusik. Es gibt nichts, was ich in dieses Genre einbringen kann, was für mich neu und erfrischend ist. Rap und Hip-Hop zu hören und Gitarren in diese Musik einzubauen, macht mir Spaß, weil ich so mit Beats experimentieren und darüber Gitarrenriffs schreiben kann. Es geht darum, Wege zu finden, uns selbst herauszufordern.“

## Diskografie
Studioalben

| Jahr | Titel Musiklabel                           | Höchstplatzierung, Gesamtwochen, AuszeichnungChartsChartplatzierungen (Jahr, Titel, Musiklabel, Platzierungen, Wochen, Auszeichnungen, Anmerkungen) | Anmerkungen                             |
| Jahr | Titel Musiklabel                           | US | Anmerkungen                             |
| ---- | ------------------------------------------ | --- | --------------------------------------- |
| 2014 | Muse Selbstverlag                          | — | Erstveröffentlichung: 2. September 2014 |
| 2016 | Renaissance Equal Vision Records           | — | Erstveröffentlichung: 11. März 2016     |
| 2018 | New Levels New Devils Equal Vision Records | — | Erstveröffentlichung: 12. Oktober 2018  |
| 2022 | Remember That You Will Die Rise Records    | US33 (1 Wo.)US | Erstveröffentlichung: 28. Oktober 2022  |

Weitere
- 2011: Resurrect (Demo)
- 2012: Bach Concerto No. 1 in D Minor (Demo)
- 2018: Goodbye Dinosaur (EP)
- 2019: Playground for Sad Adult (EP)
- 2023: Live at the Factory in Deep Ellum (Livealbum)

Musikvideos
- 2012: Back Concerto No. 1 in D Minor
- 2014: Champagne (feat. Nick Johnston)
- 2015: Finale
- 2015: Aviator (feat. Jason Richardson)
- 2015: James Franco
- 2016: Nightmare
- 2016: Euphoria
- 2016: Crush
- 2016: Lit
- 2017: Goose
- 2018: 40oz
- 2018: G.O.A.T.
- 2018: O.D.
- 2018: Yas (feat. Mario Camarena & Erick Hansel)
- 2019: Look But Don’t Touch (feat. Lewis Grant)
- 2022: Playing God
- 2022: Neurotica
- 2022: ABC (feat. Sophia Black)
- 2022: Ego Death (feat. Steve Vai)
- 2022: Chimera (feat. Lil West)
- 2023: Reverie

## Musikpreise
| Jahr | Kategorie                | für                        | Resultat  |
| ---- | ------------------------ | -------------------------- | --------- |
| 2023 | Best International Arist | Polyphia                   | Nominiert |
| 2023 | Best Video               | Playing God                | Nominiert |
| 2023 | Best Production          | Remember That You Will Die | Nominiert |